# Vincennes
Vincennes är en kommun i departementet Val-de-Marne i regionen Île-de-France i norra Frankrike. Kommunen är chef-lieu över två kantoner som tillhör arrondissementet Nogent-sur-Marne. År 2022 hade Vincennes 48 368 invånare. Kommunen är en av Paris östra förorter och ligger 6,7 km från Paris centrum. Den är en av Europas tätast befolkade kommuner.

## Historik

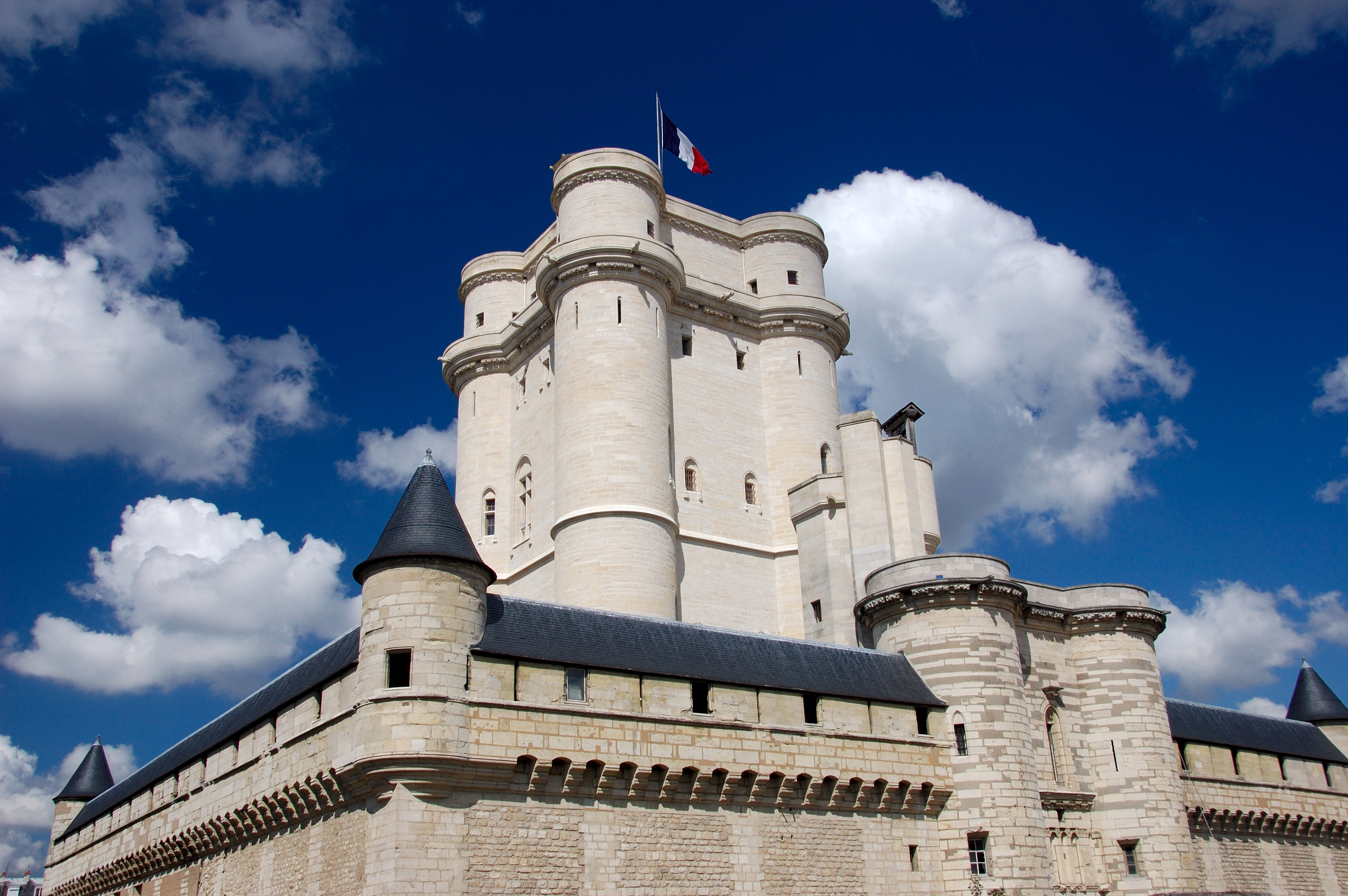
Fängelsetornet på Vincennes borg.

Markis de Sade internerades i fängelsetornet på Vincennes medeltida borg år 1777, där han kvarhölls (mestadels: han rymde och var borta lite drygt en månad år 1778) fram till februari 1784, då borgen stängdes och de Sade flyttades över till Bastiljen.

## Befolkningsutveckling
Antalet invånare i kommunen Vincennes
| Referens: INSEE |